# Prochladnoje (Kaliningrad, Bagrationowsk)
Prochladnoje (Прохладное, deutsch Frisching) war ein Ort in der russischen Oblast Kaliningrad (Gebiet Königsberg (Preußen)), bis 1945 im ostpreußischen Kreis Preußisch Eylau.

## Geographische Lage
Die Ortsstelle Frischings resp. Prochladnoje liegt am Flüsschen Prochladnaja (der (!) Frisching) im südlichen Westen der Oblast Kaliningrad, 18 Kilometer nordöstlich der früheren Kreis- und heutigen Rajonshauptstadt Bagrationowsk (deutsch Preußisch Eylau).

## Geschichte
Um 1365 wurde das Dorf Frisching gegründet. Am westlichen Dorfrand stand eine Windmühle, die dem Ort überregionale Bedeutung verschaffte.
Im Jahre 1874 wurde die Landgemeinde Frisching in den neu errichteten Amtsbezirk Uderwangen (russisch Tschechowo) im Kreis Preußisch Eylau in Ostpreußen eingegliedert. 522 Einwohner zählte Frisching im Jahre 1910.
Am 30. September 1928 vergrößerte sich Frisching um den benachbarten Gutsbezirk Liebenau, der eingemeindet wurde, und am 27. Juni 1929 wurden Teile der Landgemeinde Frisching in die Landgemeinde Uderwangen (Tschechowo) umgegliedert. Die Zahl der  Einwohner in der auf diese Weise neu formierten Gemeinde Frisching belief sich 1933 auf 530 und 1939 auf 505.
Mit dem gesamten nördlichen Ostpreußen kam Frisching 1945 in Kriegsfolge zur Sowjetunion. 1947 wurde der Ort dem Marijski selski Sowet (Dorfsowjet Marijskoje (Weißenstein)) in den Rajon Gurjewsk (Neuhausen) eingegliedert, aber schon im Juli 1947 dem Rajon Kaliningrad zugeordnet. 1950 erhielt Frisching die russische Namensform „Prochladnoje“, und im Juli des gleichen Jahres wurde der Dorfsowjet Marijskoje in den Tschechowski selski Sowet (Dorfsowjet Tschechowo (Uderwangen)) im Rajon Bagrationowsk verlegt. Noch vor 1975 war Frisching nicht mehr besiedelt und galt als verlassen und verwaist. Heute wird der Ort als untergegangen angesehen. Seine Ortsstelle gehört jetzt zum Munizipalkreis Rajon Bagrationowsk (Stadtkreis Preußisch Eylau) in der Oblast Kaliningrad (Gebiet Königsberg (Preußen)) der Russischen Föderation.

## Religion
Frisching war mit seiner mehrheitlich evangelischen Bevölkerung bis 1945 in die Kirche Uderwangen (russisch Tschechowo) in der Kirchenprovinz Ostpreußen der Kirche der Altpreußischen Union eingepfarrt.

## Verkehr
Die Ortsstelle von Prochl.adnoje resp. Frisching liegt östlich der Regionalstraße 27A-083 (ex A 196, frühere deutsche Reichsstraße 131) und ist von Tschechowo aus auf Landwegen zu erreichen.
Uderwangen war bis 1945 die nächstgelegene Bahnstation an der heute nicht mehr befahrenen Bahnstrecke Königsberg–Angerburg.